# 半分少女
「半分少女」（はんぶんしょうじょ）は、小泉今日子の6枚目のシングル。1983年7月21日にビクター音楽産業から発売された。

## 制作
前作「まっ赤な女の子」が出来上がった直後のまだシングルとしてリリースされる前に、作曲を手掛けた筒美京平から小泉に合いそうな曲がもう1曲あると提案されたのが本作である。筒美本人は「半分少女」の方を先にシングルにした方が良いのではないかとの意向だったが、当時小泉の新たな一面を見せることを考えていたディレクターの田村充義は、どちらかと言えば正統派歌謡のイメージが強い本作よりも「まっ赤な女の子」を先にシングルにすることを選んだ。結果的に「まっ赤な女の子」はセールス的にも好調であったが、田村はもしイメージチェンジが失敗に終わったらという不安もあり、以前のような歌謡曲路線の曲も作っておく必要があったとし、本作は通常のシングルリリースの間隔よりも短い2カ月半ほどで発表されている。
小泉のシングルではオリコンチャートで初めて5位以内にランクインした（週間最高順位は4位）。
1991年11月には8cmCDがリリースされている（カップリングは「迷宮のアンドローラ」）。

### 別バージョン
小泉の楽曲の中では、リミックスを除くと最も別バージョンが多い曲であり、萩田光雄のアレンジによるバージョンも存在し、企画アルバム等に収録されている。
- SEPARATION KYOKO（萩田光雄の編曲によるアナザー・バージョンで収録）
- Do You Love Me 〜Kyoko Koizumi Best（川村栄二の編曲による別バージョンで収録）
- Melodies〜Kyoko Koizumi Song Book（インストアレンジ版で収録）

## 収録曲

### 半分少女
- 両楽曲共に、作詞：橋本淳／作曲：筒美京平／編曲：川村栄二

1. 半分少女 (3分54秒)
2. ココナッツ・ドリーム (3分42秒)

### 迷宮のアンドローラ／半分少女
- 両楽曲共に、作曲：筒美京平

1. 迷宮のアンドローラ
作詞：松本隆／編曲：船山基紀
2. 半分少女
作詞：橋本淳／編曲：川村栄二
3. 迷宮のアンドローラ（カラオケ）
4. 半分少女（カラオケ）

## 収録作品
- 半分少女
  - SEPARATION KYOKO - 別バージョンで収録。
  - WHISPER
  - SUPER BEST THANK YOU KYOKO
  - Absolute Best For CD
  - Celebration
  - Do You Love Me Kyoko Koizumi Best - 別バージョンで収録。
  - ザ・ベスト
  - CD FILE 小泉今日子 Vol. 2
  - KYON3 〜 KOIZUMI THE GREAT 51
  - Best Of Kyong King+3 - カセット『SEPARATION KYOKO』に収録されたAnother Versionで収録。
  - Kyon30 〜なんてったって30年!〜
  - コイズミクロニクル COMPLETE SINGLE BEST 〜1982-2017〜
- ココナッツ・ドリーム
  - SUPER BEST THANK YOU KYOKO
  - Absolute Best For CD
  - CD FILE 小泉今日子 Vol. 2
  - WHISPER+2

## 参考資料
- 松永良平:著『コイズミクロニクル〜コンプリートシングルベスト 1982-2017〜 初回特典「コイズミシングル～小泉今日子と50のシングル物語」』JVCケンウッド・ビクターエンタテインメント、2017年5月17日。